# Donaubrücke Traismauer
Die Donaubrücke Traismauer (auch St. Georgsbrücke genannt) ist die Verlängerung der Kremser Schnellstraße S33 über die Donau. Sie verbindet die Stockerauer Schnellstraße S5 vom Knoten Jettsdorf im Norden mit der Bestandsstrecke der S33 in Richtung St. Pölten beim Knoten Traismauer im Süden. Die Brücke quert die Donau beim Stromkilometer 1991,35 im Staubereich des Kraftwerkes Altenwörth.
Den Namen Donaubrücke St. Georg erhielt diese Brücke im Gedenken an das an dieser Stelle gegründete Kloster St. Georgen, das 130 Jahre später nach Herzogenburg als Stift Herzogenburg übersiedelte.

## Bedeutung
Mit der Donaubrücke wurde eine im Autobahnstandard ausgebaute Achse vom nördlich der Donau gelegenen Weinviertel in Richtung St. Pölten geschaffen, wodurch der Umweg über Krems entfällt.
Neben einer Fahrtzeitverkürzung zwischen Stockerau und Sankt Pölten wird daneben auch die Tullner Straße (B19), welche Tulln und St. Christophen an der West Autobahn (A1) verbindet, durch die neue Donaubrücke entlastet bzw. der Nord-West-Verkehr im Großraum Wien von der Südosttangente (A23) und der Wiener Außenring Autobahn (A21) auf die Achse S5 / S33 verlagert, womit die Donaubrücke auch einen wichtigen Bestandteil des Regionenringes um Wien darstellt.
Die Donaubrücke Traismauer wurde am 30. Oktober 2010 von Erwin Pröll, Asfinag-Vorstand Alois Schedl und dem Generalsekretär des Verkehrsministeriums Herbert Kasser offiziell eröffnet. Die Verkehrsfreigabe der Donaubrücke erfolgte am nächsten Tag und bis Mitte 2011 wurden noch der Radweg und die Grünanlagen fertiggestellt.
Mit Eröffnung der Donaubrücke St. Georg traten auf der Wiener Straße (B1), Tullner Straße (B19) und Traismaurer Straße (B43) Durchfahrverbote für Lastkraftwagen über 3,5 Tonnen in Kraft, um den Transitverkehr durch die Orte zu unterbinden und Mautflüchtlingen vorzubeugen.

## Brücken

### Vorlandbrücken
Die beiden Vorlandbrücken sind neben der Hauptbrücke die größten Brückenobjekte. Die nördliche Vorlandbrücke über die Donauauen hat eine Länge von 449 m und ist damit das größte Objekt. Sie besteht aus dreizehn Feldern, die eine Regelspannweite von 35 m besitzen, mit Ausnahme des Feldes über die Krems, das 45 m aufweist. Die Vorlandbrücke auf der Südseite der Donau läuft über zehn Felder mit einer maximalen Stützweite von 35 m und hat eine Länge von 323 m.
Die Gründung der zwei Brücken erfolgt auf Großbohrpfählen, darüberliegendem Pfahlrost und Rundstützen. Ein Pfahlrost besteht aus zehn Bohrpfählen und wird mit einem Kolkschutz bis zur Geländeoberkante gesichert.

### Strombrücke
Die Strombrücke hat eine Länge von 356 m. Sie besitzt zwei Trennteiler, welche als Widerlager für die Strombrücke, sowie als Endlager für die Vorlandbrücken fungieren, sowie zwei Strompfeiler. Die Strompfeiler wurden mit der erstmals in Österreich angewandten Bauweise mit vorgefertigten Pfeilergrundetappen errichtet. Dabei wird der Pfeiler abseits des Pfeilerstandortes zwischen zwei Schiffen auf die endgültige Höhe betoniert und anschließend auf die Pfeilerposition abgesenkt.

## Kritik
Während der Behördenverfahren wurde von einer Bürgerinitiative kritisiert, dass die Brücke Natura2000-Gebiet zerschneiden und in einem Luftsanierungsgebiet errichtet worden sei.

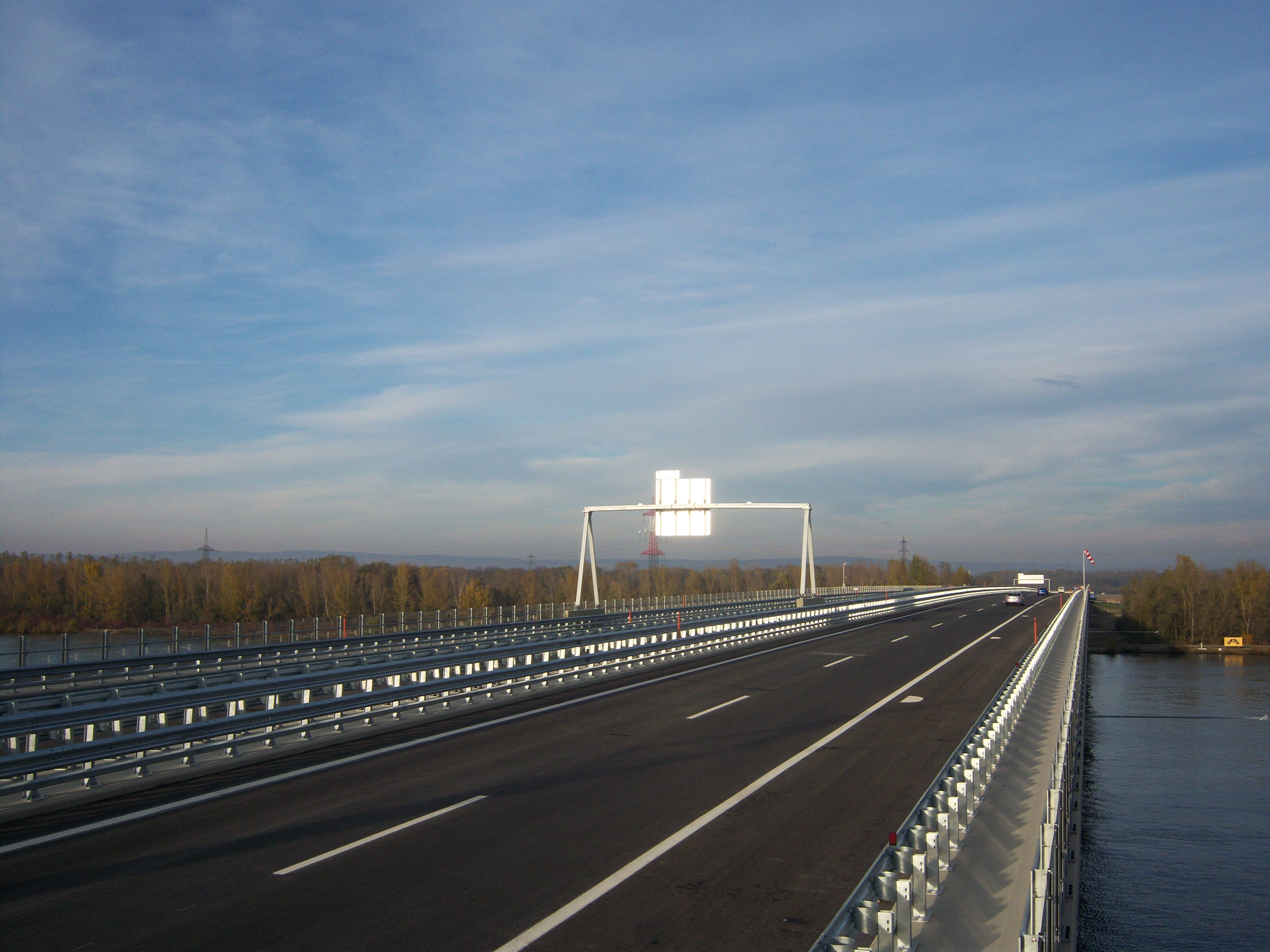
Blick auf die Donaubrücke Richtung Norden
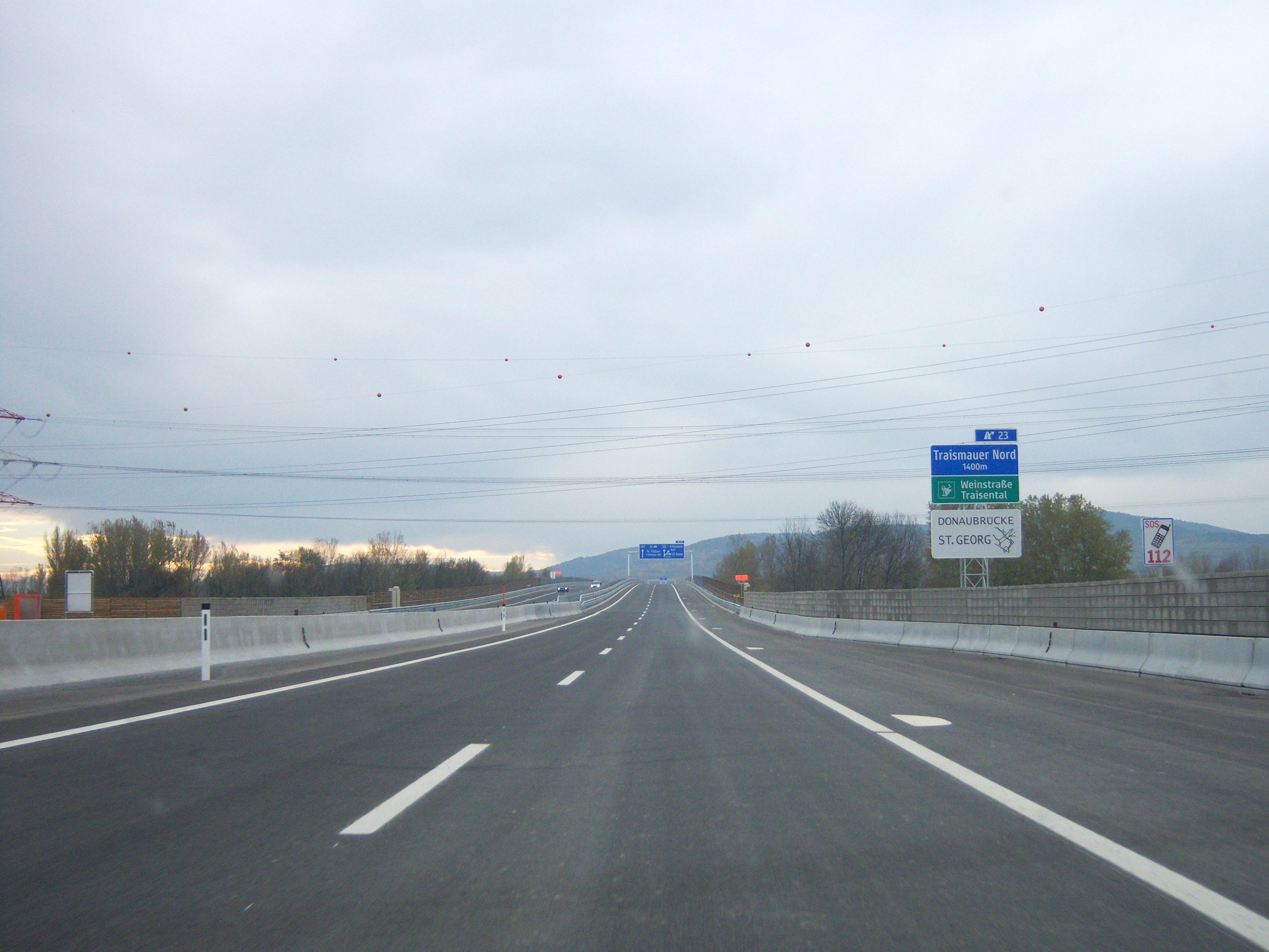
Auffahrt auf die Brücke Richtung Traismauer